# ジル・ケペル

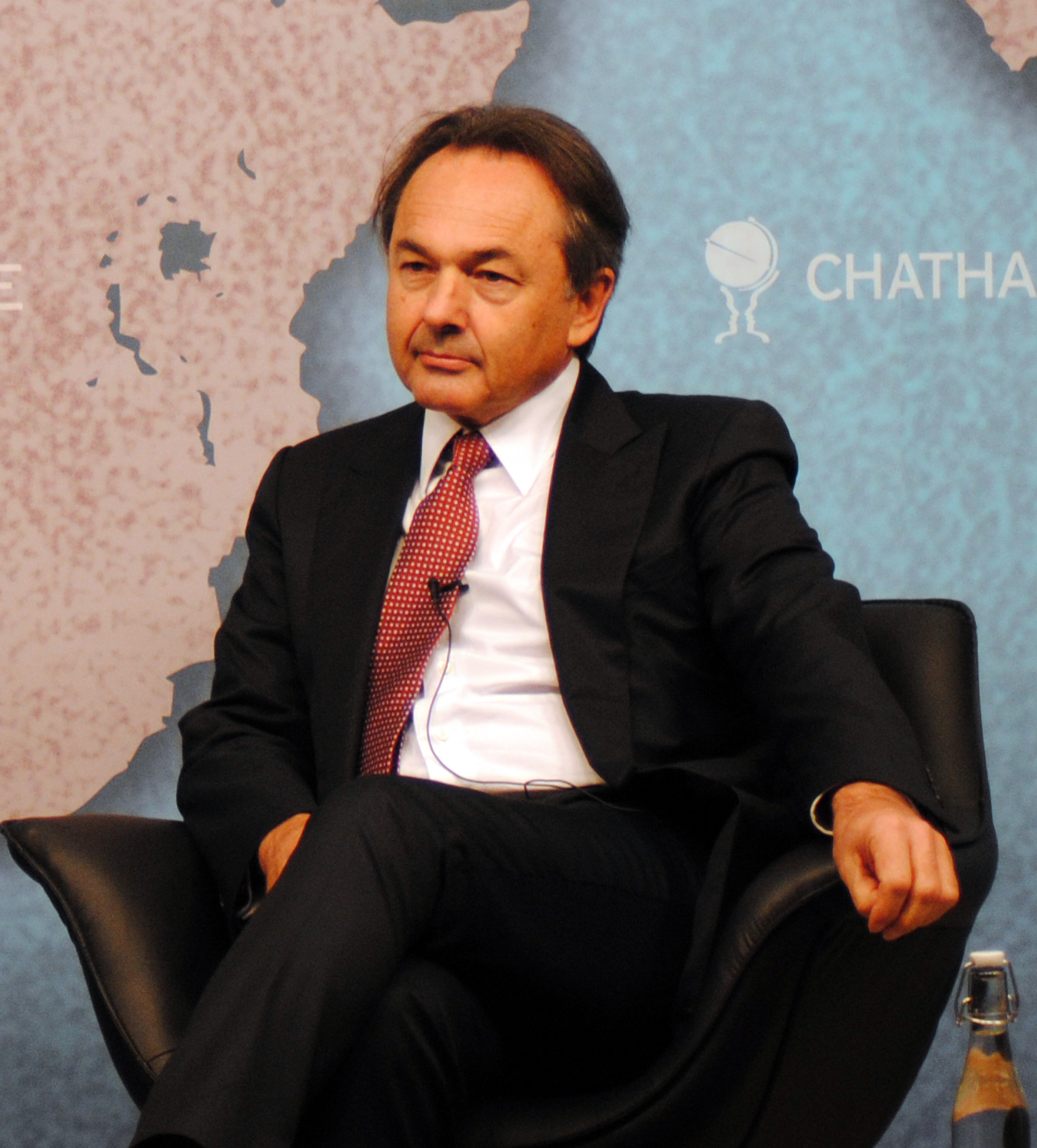
王立国際問題研究所にて（2012年）

ジル・ケペル（フランス語: Gilles Kepel、1955年6月30日 – ）は、フランスの政治学者、イスラーム及び現代アラブ世界の専門家。パリ政治学院教授、パリ高等師範学校（ENS）に開設されたパリ科学・人文社会（PSL）研究大学の中東・地中海研究講座ディレクター。

## 経歴

### 1974年-1990年
古典の専門家を志すが、1974年のレバント地方旅行をきっかけにアラビア語を学びはじめる。哲学、英語の学士号取得後、ダマスカスのフランス学院に留学。1980年にパリ政治学院修了。
1981年からカイロのフランス研究センターに留学。同年発生したジハード団によるサダト大統領暗殺に焦点を当てたフィールドワークにより博士論文『預言者とファラオ--現代エジプトにおけるイスラム主義運動』を執筆。現代イスラム主義運動の研究としては世界でも初の業績であり、1984年に出版された。現在まで各国の大学で基本文献となっている。
帰国後、フランス国立研究センター（CNRS）の研究員として「フランスにおける社会・政治現象としてのイスラム教の発展」を研究。3年間のフィールドワークを経て『イスラム教の郊外』（1987年）を上梓する。西洋社会におけるイスラム教・イスラム教徒の現状についての先駆的研究となった。

### 1991年-2000年
イスラム教、ユダヤ教、キリスト教における宗教的政治運動の比較研究の著作として『宗教の復讐』（1991年）を上梓。19カ国語に翻訳される。
1993年、パリ政治学院のルネ・レモン学長を長とする選考委員会（レミ・ルヴォー、アーネスト・ゲルナー、アラン・トゥレーヌ、アンドレ・ミケルが委員）により博士論文指導資格を付与される。
同年、ニューヨーク大学に客員教授として赴任。米国の黒人イスラム教徒を対象にしたフィールドワークを実施。サルマン・ラシュディの『悪魔の詩』問題、フランスの学校におけるイスラム教のスカーフ着用についての論議も検証しつつ、米英仏におけるイスラム教の状況を比較し、社会的疎外の問題に対して有効な解決策を提示できない西洋世界の内側に根を下ろしたイスラム教がもたらす問題に光を当てた。この成果は『アラーの西（西洋のアラー）』（1994年）にまとめられた。
1995-96年にはNY大学、コロンビア大学、ニュースクール大学間のジョイントポジションであるNYコンソーシアム・プロフェッサーとして渡米。NY大学とコロンビア大学の図書館所蔵文献をベースとして、『ジハード--イスラム主義の発展と衰退』（2000年）としてまとめられる著作の文献資料を準備する。

### 2000-2010年
2000年刊行の『ジハード--イスラム主義の発展と衰退』はインドネシアからアフリカまで各地のイスラム世界を対象に2年間にわたって行ったフィールドワークの成果である。1990年代後半における政治的イスラム主義運動が民衆動員に失敗したことを資料で裏付けたこの著作は、12カ国語に翻訳された。しかしこの著作は、刊行の翌2001年にアルカイダによる9.11米国同時多発テロが発生したことで批判される。
これに対しケペルは、『中東戦記』（2002年）、『ジハードとフィトナ--イスラム精神の戦い』（2004年）『テロと殉教--「文明の衝突」をこえて』（2008年）などの著作を通じ、自身が前著『ジハード』で指摘したジハードの「衰退」とはジハードの発展段階の第一期の終焉であったと分析し、第一期から第二期（アルカイダ）、第三期へと発展する「ジハードの弁証法」という現代のジハードの歴史的見取り図を提示する。ISISはこの第三期に分類される。1980年代のアフガニスタンの対ソ抵運動に体現される第一期は「近くの敵」を標的とした。1990年代に入ってこのジハードが衰退すると、第一期の失敗から教訓を引出し、今度は「遠くの敵」を標的とする第二期（アルカイダ）のジハードの時代に入る。しかし、第二期のジハードもまたイスラム教徒大衆をジハードの旗の下に結集させることに失敗する。これに続く第三期が、ヨーロッパ、中東、北アフリカを中心に展開される網状組織のジハードである。
2001年にパリ政治学院の政治学教授に着任。「中東・地中海研究プログラム」、「ヨーロッパ・湾岸フォーラム」を開設。指導した博士論文は40本を超え、学生の博士論文の出版機会を創出すべくフランス大学出版会（PUF）に「中東叢書」を創設する。英訳されているものも多い。学生らとの共著により、ジハーディズムの理論家であるアブドラ・アッザム、ウサマ・ビンラディン、アイマン・アルザワヒリ、アブ・ムサブ・アル・ザルカウィの文章を翻訳・分析した『アルカイダが語る』（2006年）を出版。
2009-2010年にはLES（ロンドン経済政治学院）の客員教授

### 2010年-
2010年12月、チュニジア中部の若い露天商の焼身自殺をきっかけとして「アラブの春」が勃発。同じ2010年12月、パリ政治学院では「中東・地中海プログラム」が閉鎖され、ケペルは2015年まで5年間にわたりフランス大学研究院（IUF）のシニアフェローとして学生とともにフィールドワークに専念する。
一年間にわたる現場での参与観察をもとに『共和国の郊外--クリシー・スー・ボワとモンフェルメイユの社会・政治・宗教』（2012年）、『93（セーヌ・サン・ドニ県）』（2012年）を刊行。後者では、1987年の『イスラム教の郊外』から25年を経たフランスにおけるイスラム教の現状を概観した。2014年には、2012年の国民議会議員選挙に立候補したイスラム教徒移民子弟の面談調査をベースに、南仏マルセイユと北仏ルーベに焦点をあてた『フランスの情熱--シテの声』を刊行
フランスの大都市郊外を対象とする一連のフィールドワークから生まれた4番目の著作が2015年の『フランスにおけるテロ、フランスのジハードの起源(Terreur dans l'Hexagone, genèse du djihad en France)』（邦訳『グローバル・ジハードのパラダイム -- パリを襲ったテロの起源』）である。
2012年以降、特に2015年に入って連続したフランスにおけるジハードのテロを対象に、これをジハーディズムの歴史的発展の流れの中に据え直したもので、ベストセラーとなった。この著書によりケペルは影響力あるパブリック・インテレクチュアルの地位を獲得したが、同時にジハーディストからの威嚇にもさらされた。五カ国語に翻訳された。は公共文化ラジオ局フランス・キュルチュール「ペトラルカ賞」を受賞、日刊紙ル・モンドにより同年のベスト・ブックに選ばれた。
2016年秋には、翌年の大統領選挙を展望に入れた『亀裂（Fracture）』を刊行する。ラジオ局フランス・キュルチュールで放送した時評をまとめたもので、ジハーディズムがいかにしてフランス及び欧州における無差別殺戮につながっていったかを分析し、欧州における極右政党の台頭、政治的亀裂の問題と関連させている。
2016年2月にはパリ高等師範学校（ENS）内に開設されたパリ科学・人文社会（PSL）研究大学の中東・地中海研究エクセレンスプログラムのディレクターに任命される。「暴力とドグマ:現代イスラム主義における過去の利用」をテーマとする月次セミナーを担当。
2017年5月、『非宗教性 対 亀裂？』を刊行。

### 邦訳著書リスト
- 『宗教の復讐』（晶文社、中島ひかる訳、1992年）
- 『ジハードとフィトナ-- イスラム精神の戦い』(NTT出版、早良哲夫、2005年)
- 『ジハード-- イスラム主義の発展と衰退』（産業図書、丸岡高弘訳、2006年）
- 『テロと殉教 -- 「文明の衝突」をこえて』（産業図書、丸岡高弘訳、2010年）
- 『中東戦記 ポスト9.11時代への政治的ガイド』（講談社選書メチエ、池内恵訳、2011年）
- 『グローバル・ジハードのパラダイム--パリを襲ったテロの起源』（新評論、義江真木子訳、2017年8月刊行予定）